# 石巻城
石巻城（いしのまきじょう、または日和山城）は宮城県石巻市の日和山にあった中世の城である。

## 概要
鎌倉幕府の家人、葛西清重は奥州合戦の恩賞として当時の征夷大将軍・源頼朝から胆沢郡、牡鹿郡、気仙郡など5郡を与えられた。その牡鹿郡日和山に葛西氏の居城となる石巻城を建てる。
1500年代になると、石巻城に木村氏が入城した。しかし、1590年，関白・豊臣秀吉による奥州仕置で、石巻城は廃城となった。
1983年（昭和58年）の発掘調査で、日和山に大規模な中世の城があったと判明した。
この石巻城発見に伴って石巻市は、市のシンボルと記述している。
現在は城址碑のみ公開中である。